# 石川県道289号百海七尾線
石川県道289号百海七尾線（いしかわけんどう289ごう どうみななおせん）は、石川県七尾市内を通る一般県道である。

## 概要
- 起点：石川県七尾市庵町ム1番1地先（＝波出橋北詰、国道160号交点）
- 終点：石川県七尾市郡町ニ62番甲地先（＝郡町交差点、国道160号交点）

## 接続道路
- 国道160号（石川県七尾市庵町：起点、同市郡町：終点）

## 周辺
- 日本海
- 庵漁港
- 七尾警察署 庵駐在所
- 道の駅いおり
- 庵シーサイド公園
- いいPARK七尾
- 希望の丘公園
- 七尾市立山王小学校